# Gina Haspel

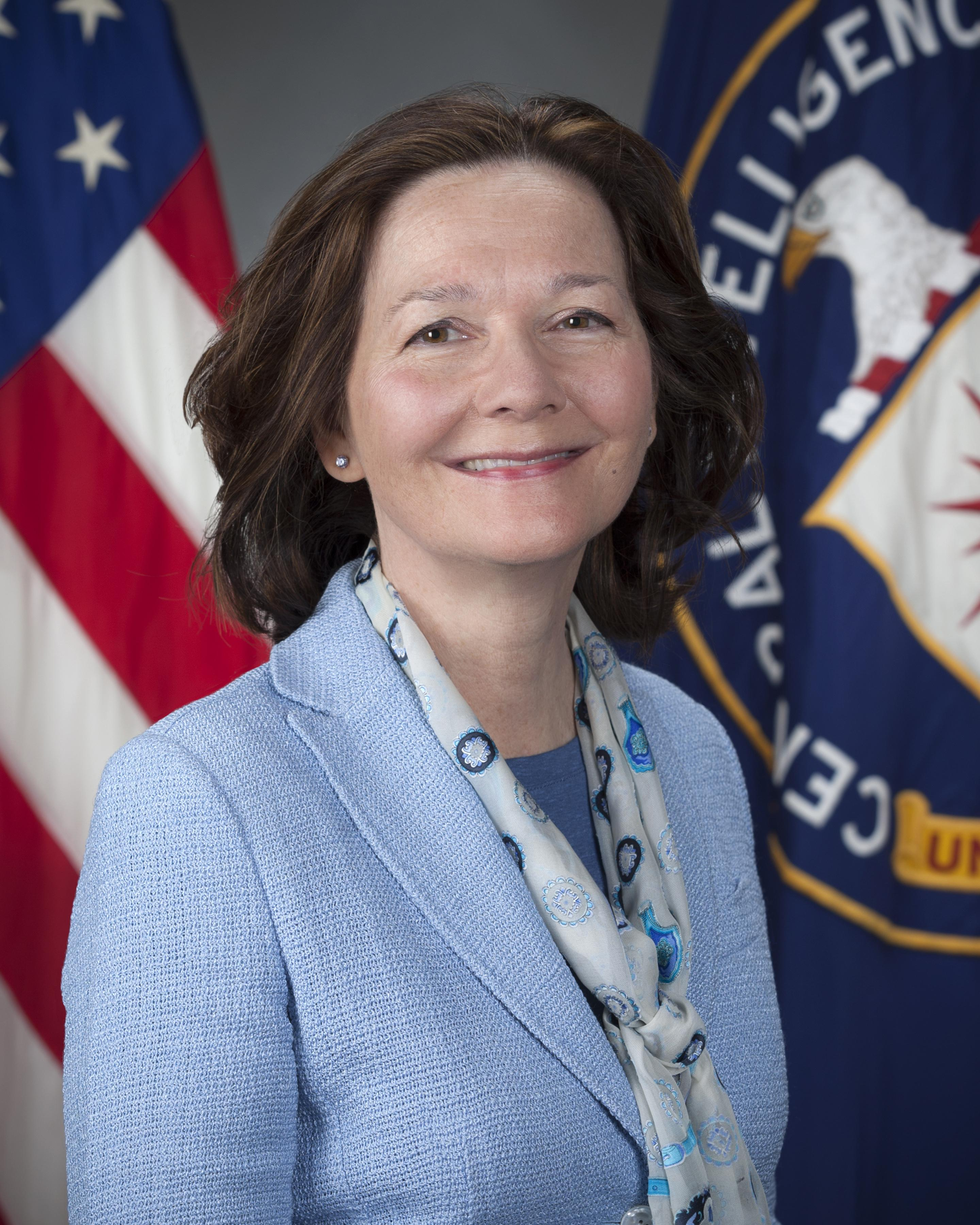
Gina Haspel, 2017

Gina Cheri Haspel, geb. Walker (* 1. Oktober 1956 in Ashland, Kentucky) ist eine ehemalige US-amerikanische Geheimdienstmitarbeiterin und war vom 17. Mai 2018 bis zum 20. Januar 2021 als erste Frau Direktorin des Zentralen Nachrichtendienstes (CIA). Zuvor war sie seit Februar 2017 stellvertretende CIA-Direktorin.

## Laufbahn
Haspel trat der CIA im Januar 1985 als Nachrichtenoffizier bei. Sie hatte mehrere Undercover-Positionen in Übersee inne, bei denen sie oft Stationschefin war. Ihre ersten Einsätze waren von 1987 bis 1989 in Äthiopien, Zentralasien und der Türkei, gefolgt von mehreren Einsätzen in Europa und erneut Zentralasien von 1990 bis 2001. Von 1996 bis 1998 war Haspel Stationschef in Baku, Aserbaidschan.
In den späten 1980er Jahren fungierte Haspel auf unerwartete Weise als Verbindungsfrau zwischen Mutter Teresa und der Reagan-Regierung. Italienische Medien berichten, dass Haspel erfolgreich bei der Regierung Lobbyarbeit geleistet hat, um zusätzliche Nahrungsmittelhilfe im Sudan bereitzustellen.
Im Jahr 2001 wurde  Haspel in die Terrorismusbekämpfung versetzt, als die Behörde massiv auf die Anschläge vom 11. September in New York und Washington reagierte. Im Oktober 2002 übernahm sie ein „Black-Site“-Gefängnis der CIA in Thailand, in dem unter anderem Abd al-Rahim al-Nashiri und Abu Subaida gefangengehalten wurden. Im CIA-Folterbericht wurde angegeben, dass die Gefangenen bei Verhören der Foltermethode Waterboarding unterzogen und weitere nicht mehr zulässige Verhörmethoden angewandt wurden.
Nach dem Dienst in Thailand diente sie als Operations Officer im Antiterrorzentrum in der Nähe von Washington, DC. Später war sie CIA-Stationschefin in London und ab 2011 in New York. Haspel erhielt eine Reihe von Auszeichnungen, darunter den George H. W. Bush Award für herausragende Leistungen im Kampf gegen den Terrorismus, den Donovan Award, die Intelligence Medal of Merit und den Presidential Rank Award, die renommierteste Auszeichnung im öffentlichen Dienst der USA.
Ihre Amtszeit als CIA-Direktorin endete, als sie am 19. Januar 2021 in den Ruhestand ging.

## Anhörungen zur Bestätigung des Senats
Am 2. Februar 2017 ernannte US-Präsident Trump sie zur Vize-Direktorin der CIA. Trotz mehrerer Untersuchungen, in denen Haspel entlastet wurde und die ergaben, dass sie CIA-Eigentum ausschließlich auf direkte Anweisung ihres Vorgesetzten José Rodriguez zerstörte, konzentrierte sich die Senatsanhörung nahezu vollständig auf dieses eine Ereignis in ihrer 30-jährigen Karriere. Trump nominierte Haspel am 13. März 2018, nach der Entlassung Rex Tillersons als US-Außenminister und Ernennung des CIA-Direktors Mike Pompeo zu dessen Nachfolger, für den Direktorenposten der CIA. Am Tag darauf gab der republikanische Senator Rand Paul bekannt, gegen Haspels Nominierung wegen ihrer angeblichen Unterstützung für Folter im US-Senat einen Filibuster einzulegen, um ihre Ernennung zu verhindern. Auch sein Senats- und Parteikollege John McCain, selbst Folteropfer im Vietnamkrieg, rief nach Haspels Senatsanhörung am 9. Mai 2018 dazu auf, sie nicht zu bestätigen. Ein dritter republikanischer Senator, Jeff Flake, stimmte gegen Haspel, ebenso wie die meisten (außer 6) demokratischen Senatoren. Haspel wurde am 17. Mai 2018 mit 54 zu 45 Stimmen vom Senat bestätigt. Menschenrechtsgruppen wie Human Rights Watch kritisierten die Entscheidung.

## Medienberichte
Aufgrund von Presseberichten, dass Haspel das Gefängnis während der Folter geleitet hätte, hat die American Civil Liberties Union Haspel „wortwörtlich“ („quite literally“) als „Kriegsverbrecherin“ bezeichnet. Die New York Times schrieb, dass Folterungen, die unter Leitung von Haspel an Verdächtigen durchgeführt wurden, terroristischen Gruppen für Propaganda- und Rekrutierungsmaßnahmen in die Hände gespielt hätten. Am 15. März 2018 zog ProPublica die Vorwürfe bezüglich Abu Subaida zurück, weil Haspel die Einrichtung erst später übernommen hatte. Im Fall von Abd al-Rahim al-Nashiri, der Mitte November 2002 eingeliefert und bis zur Schließung des Gefängnisses im Dezember 2002 drei Mal einem Waterboarding unterzogen wurde, ist unbestritten, dass sie zu dieser Zeit in verantwortlicher Position dort tätig war.